# Laurent Gamelon

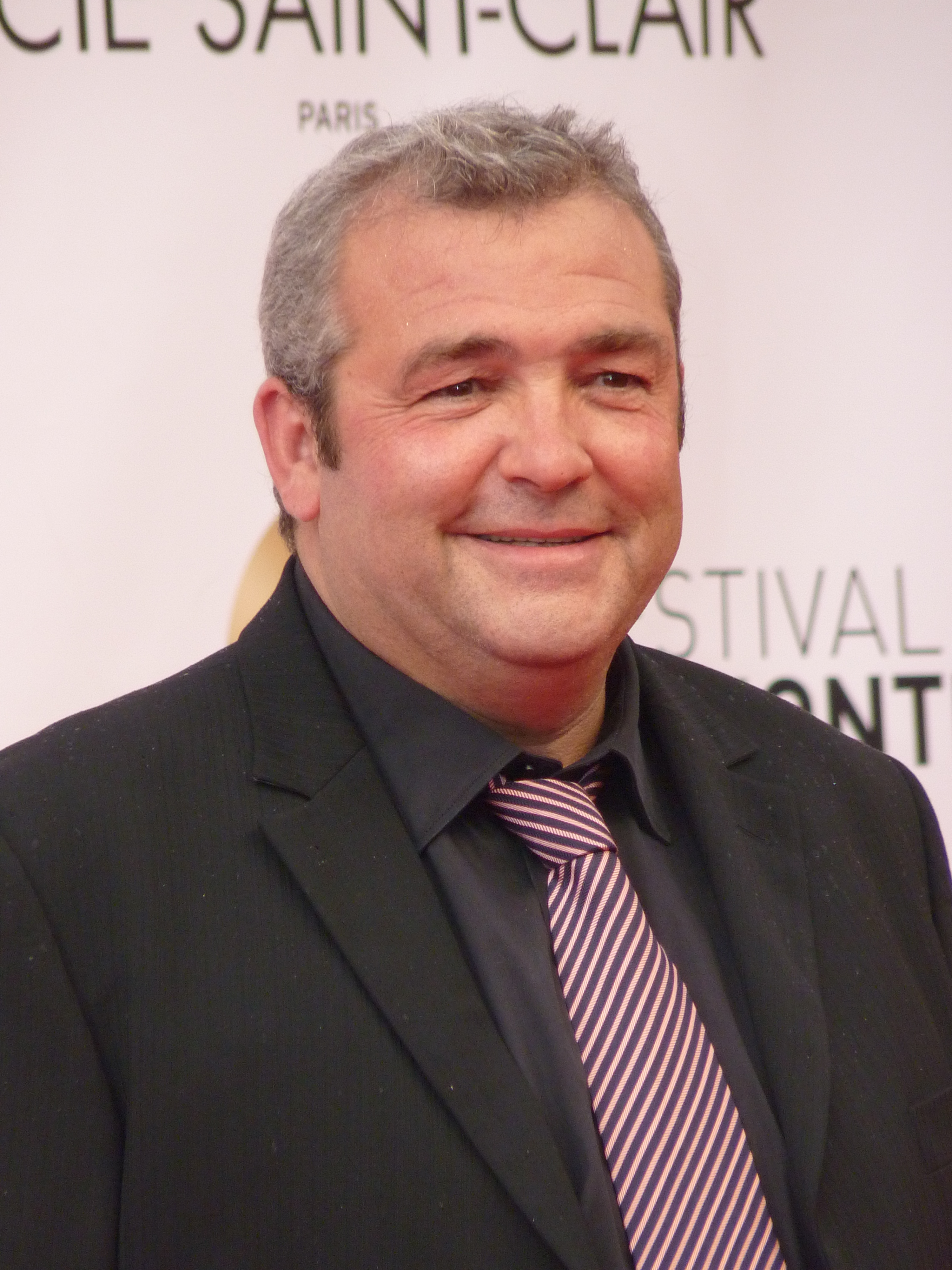
Laurent Gamelon (2012)

Laurent Gamelon (* 19. Juni 1960 in Boulogne-Billancourt, Frankreich) ist ein französischer Schauspieler.

## Biografie
Laurent Gamelon debütierte 1985 in Patrick Schulmanns Komödie P.R.O.F.S... und die Penne steht Kopf in der Hauptrolle des Gérard Biril an der Seite von Patrick Bruel, Fabrice Luchini und Anne Fontaine auf der Leinwand. Seitdem war er unter anderem in international bekannten französischen Kinofilmen wie Ein Mann sieht rosa (2001), Ruby & Quentin – Der Killer und die Klette (2003), Intime Fremde (2004) und Nichts zu verzollen (2010) zu sehen. Von 2003 bis 2009 verkörperte er in 20 Folgen der auf dem französischen Fernsehsender TF1 laufenden Krimiserie Diane, femme flic Kommissar Serge Carro.

## Filmografie (Auswahl)
- 1985: P.R.O.F.S... und die Penne steht Kopf (P.R.O.F.S.)
- 1987: Die Superohren (Les oreilles entre les dents)
- 1988: Panther II – Eiskalt wie Feuer (Ne réveillez pas un flic qui dort)
- 1991: Dem Leben sei Dank (Merci la vie)
- 1991: Tolle Zeiten... (Une époque formidable...)
- 1992: Die Krise (La crise)
- 1993: Die Kindheit des Sonnenkönigs (Louis, enfant roi)
- 1994: Die dreifache Locke (Chacun pour toi)
- 1996: Baby Deal (XY, drôle de conception)
- 2001: Ein Mann sieht rosa (Le Placard)
- 2003: Blutiges Erbe (Le pharmacien de garde)
- 2003–2009: Diane, femme flic (Fernsehserie, 20 Folgen)
- 2003: Ruby & Quentin – Der Killer und die Klette (Tais-toi !)
- 2004: Intime Fremde (Confidences trop intimes)
- 2006: Trautes Heim, Glück allein (La maison du bonheur)
- 2010: Nichts zu verzollen (Rien à déclarer)